# Кучаков
Кучаков (укр. Кучаків; с 1937 по 2016 г. — Ки́рово) — село, входит в Бориспольский район Киевской области Украины.

## История села
До 1937 года село называлось Кучаков (укр. Кучаків). Под этим названием оно было известно более трёхсот лет (упоминается в польских хрониках ещё в 1615 году):

Під назвою Кучаків у письмових джерелах село згадується вперше 1615 року. Історик О. Стороженко пояснював походження цієї назви традиційно — за прізвищем першого поселенця — Кучак. Ще одне припущення — від болотистої кучкуватої місцевості.
1615 року село Кучаків, як і сусідні села Лебедин і Сулимівка, було подаровано польським магнатом С. Жолкевським Іванові Сулимі, який був помічником керуючого його Бориспільського і Баришівського маєтків. Відтоді рід Сулимів тривалий час володів цими селами. Збереглися грамоти та гетьманські універсали, що підтверджують майнові права представників цього роду.
1859 року у Кучакові вже було 32 двори, 256 жителів. Діяли два заводи. У 90-х роках XIX ст. у Кучакові царський уряд наділив 200 гектарів землі поміщику Стороженку.
У 1904—1905 роках у Кучакові відбувалися сходки студентів Київського університету, студентом якого був кучаківський поміщик Василь Гамалія. Пізніше його землями заволодів Стороженко.

- 2016 — Верховная Рада переименовала село Кирово в село Кучаков[3].

Население по переписи 2001 года составляло 1605 человек. Почтовый индекс — 08333. Телефонный код — 4595. Занимает площадь 3,531 км². Код КОАТУУ — 3220884401.

## Местный совет
08333, Киевская область, Бориспольский район, село Кучаков, улица Ленина, дом № 76, № телефона 3—92—13.